# گیدیک (سیریک)
گیدیک (ترکی استانبولی: Gedik) یک محله در ترکیه است که در ناحیهٔ سریک، آنتالیا واقع شده است. جمعیت این محله تا سال ۲۰۲۲ برابر با ۱۳۹۲ نفر بوده است.